# 比卡奇
比卡奇，是匈牙利托尔瑙州所辖的一个村。总面积34.67平方公里，总人口438，人口密度12.6人/平方公里（2011年1月1日）。